# Hobart International 2017 - Qualificazioni singolare
Le qualificazioni del singolare dell'Hobart International 2017 sono state un torneo di tennis preliminare per accedere alla fase finale della manifestazione. Le vincitrici dell'ultimo turno sono entrate di diritto nel tabellone principale. In caso di ritiro di una o più giocatrici aventi diritto a queste sono subentrate le lucky loser, ossia le giocatrici che hanno perso nell'ultimo turno ma che avevano una classifica più alta rispetto alle altre partecipanti che avevano comunque perso nel turno finale.

## Teste di serie
1. Kurumi Nara (primo turno, Lucky loser)
2. Çağla Büyükakçay (primo turno)
3. Hsieh Su-wei (ritirata)
4. Nicole Gibbs (secondo turno, Lucky loser)

1. Nao Hibino (primo turno)
2. Risa Ozaki (qualificata)
3. Mandy Minella (ultimo turno, Lucky loser)
4. Sara Sorribes Tormo (primo turno)

## Qualificate
1. Elise Mertens
2. Jana Fett

1. Teliana Pereira
2. Risa Ozaki

### Lucky loser
1. Mandy Minella
2. Verónica Cepede Royg
3. Sachia Vickery
4. Sílvia Soler Espinosa

1. Cindy Burger
2. Nicole Gibbs
3. Kurumi Nara

## Tabellone

### Legenda
| - Q = Qualificato - WC = Wild card - LL = Lucky loser | - ALT = Alternate - SE = Special Exempt - PR = Protected Ranking | - w/o = Walkover - r = Ritirato - d = Squalificato |

### Sezione 1
|  | Primo turno          | Primo turno          | Primo turno          | Primo turno | Primo turno |  |  | Secondo turno | Secondo turno   | Secondo turno   | Secondo turno | Secondo turno |   |   | Ultimo turno   | Ultimo turno   | Ultimo turno   | Ultimo turno | Ultimo turno |  |
|  |                      |                      |                      |             |             |  |  |               |                 |                 |               |               |   |   |                |                |                |              |              |  |
|  | 1                    | Kurumi Nara          | 6                    | 5           | 4           |  |  |               |                 |                 |               |               |   |   |                |                |                |              |              |  |
|  | WC                   | Olivia Rogowska      | 4                    | 7           | 6           |  |  | WC            | Olivia Rogowska | Olivia Rogowska | 6             | 0             |   |   |                |                |                |              |              |  |
|  | Sachia Vickery       | Sachia Vickery       | Sachia Vickery       | 6           | 6           |  |  |               | Sachia Vickery  | Sachia Vickery  | 7             | 6             |   |   |                |                |                |              |              |  |
|  | Aljaksandra Sasnovič | Aljaksandra Sasnovič | Aljaksandra Sasnovič | 1           | 0           |  |  |               |                 |                 |               |               |   |   | Sachia Vickery | Sachia Vickery | Sachia Vickery | 4            | 2            |  |
|  | Tatjana Maria        | Tatjana Maria        | Tatjana Maria        | 0           | 3           |  |  |               |                 | Elise Mertens   | Elise Mertens | Elise Mertens | 6 | 6 |                |                |                |              |              |  |
|  | Dalma Gálfi          | Dalma Gálfi          | Dalma Gálfi          | 6           | 6           |  |  | Dalma Gálfi   | Dalma Gálfi     | Dalma Gálfi     | 1             | 1             |   |   |                |                |                |              |              |  |
|  |                      | Elise Mertens        | Elise Mertens        | 6           | 6           |  |  | Elise Mertens | Elise Mertens   | Elise Mertens   | 6             | 6             |   |   |                |                |                |              |              |  |
|  | 5                    | Nao Hibino           | Nao Hibino           | 3           | 4           |  |  |               |                 |                 |               |               |   |   |                |                |                |              |              |  |

### Sezione 2
|  | Primo turno           | Primo turno           | Primo turno          | Primo turno | Primo turno |  |  | Secondo turno        | Secondo turno         | Secondo turno         | Secondo turno        | Secondo turno |   |   | Ultimo turno | Ultimo turno | Ultimo turno | Ultimo turno | Ultimo turno |  |
|  |                       |                       |                      |             |             |  |  |                      |                       |                       |                      |               |   |   |              |              |              |              |              |  |
|  | 2                     | Çağla Büyükakçay      | 2                    | 6           | 2           |  |  |                      |                       |                       |                      |               |   |   |              |              |              |              |              |  |
|  |                       | Sílvia Soler Espinosa | 6                    | 2           | 6           |  |  |                      | Sílvia Soler Espinosa | Sílvia Soler Espinosa | 3                    | 3             |   |   |              |              |              |              |              |  |
|  | PR                    | Jana Fett             | Jana Fett            | 6           | 6           |  |  | PR                   | Jana Fett             | Jana Fett             | 6                    | 6             |   |   |              |              |              |              |              |  |
|  |                       | Tereza Smitková       | Tereza Smitková      | 0           | 1           |  |  |                      |                       |                       |                      |               |   |   | PR           | Jana Fett    | 6            | 2            | 6            |  |
|  | Anastasija Pivovarova | Anastasija Pivovarova | 7                    | 5           | 64          |  |  |                      |                       |                       | Verónica Cepede Royg | 4             | 6 | 4 |              |              |              |              |              |  |
|  | Barbara Haas          | Barbara Haas          | 5                    | 7           | 7           |  |  | Barbara Haas         | Barbara Haas          | 65                    | 6                    | 3             |   |   |              |              |              |              |              |  |
|  |                       | Verónica Cepede Royg  | Verónica Cepede Royg | 6           | 6           |  |  | Verónica Cepede Royg | Verónica Cepede Royg  | 7                     | 2                    | 6             |   |   |              |              |              |              |              |  |
|  | 8                     | Sara Sorribes Tormo   | Sara Sorribes Tormo  | 1           | 2           |  |  |                      |                       |                       |                      |               |   |   |              |              |              |              |              |  |

### Sezione 3
|  | Primo turno | Primo turno       | Primo turno       | Primo turno | Primo turno |  |  | Secondo turno | Secondo turno     | Secondo turno     | Secondo turno | Secondo turno |   |   | Ultimo turno | Ultimo turno    | Ultimo turno    | Ultimo turno | Ultimo turno |  |
|  |             |                   |                   |             |             |  |  |               |                   |                   |               |               |   |   |              |                 |                 |              |              |  |
|  | Alt         | Teliana Pereira   | 7                 | 4           | 6           |  |  |               |                   |                   |               |               |   |   |              |                 |                 |              |              |  |
|  |             | Elica Kostova     | 5                 | 6           | 3           |  |  | Alt           | Teliana Pereira   | Teliana Pereira   | 6             | 6             |   |   |              |                 |                 |              |              |  |
|  |             | Cindy Burger      | Cindy Burger      | 6           | 6           |  |  |               | Cindy Burger      | Cindy Burger      | 2             | 4             |   |   |              |                 |                 |              |              |  |
|  |             | Myrtille Georges  | Myrtille Georges  | 3           | 3           |  |  |               |                   |                   |               |               |   |   |              | Teliana Pereira | Teliana Pereira | 7            | 6            |  |
|  | WC          | Storm Sanders     | Storm Sanders     | 4           | 2           |  |  |               |                   |                   | Mandy Minella | Mandy Minella | 5 | 0 |              |                 |                 |              |              |  |
|  |             | Tereza Martincová | Tereza Martincová | 6           | 6           |  |  |               | Tereza Martincová | Tereza Martincová | 62            | 4             |   |   |              |                 |                 |              |              |  |
|  |             | Julia Boserup     | 7                 | 2           | 3           |  |  | 7             | Mandy Minella     | Mandy Minella     | 7             | 6             |   |   |              |                 |                 |              |              |  |
|  | 7           | Mandy Minella     | 6(1)              | 6           | 6           |  |  |               |                   |                   |               |               |   |   |              |                 |                 |              |              |  |

### Sezione 4
|  | Primo turno            | Primo turno            | Primo turno  | Primo turno | Primo turno |  |  | Secondo turno | Secondo turno          | Secondo turno          | Secondo turno | Secondo turno |            |     | Ultimo turno | Ultimo turno   | Ultimo turno   | Ultimo turno   | Ultimo turno |  |
|  |                        |                        |              |             |             |  |  |               |                        |                        |               |               |            |     |              |                |                |                |              |  |
|  | 4                      | Nicole Gibbs           | Nicole Gibbs | 6           | 6           |  |  |               |                        |                        |               |               |            |     |              |                |                |                |              |  |
|  |                        | Ana Bogdan             | Ana Bogdan   | 4           | 2           |  |  | 4             | Nicole Gibbs           | 6                      | 64            | 4             |            |     |              |                |                |                |              |  |
|  | WC                     | Ashleigh Barty         | 6            | 2           | 6           |  |  | WC            | Ashleigh Barty         | 4                      | 7             | 6             |            |     |              |                |                |                |              |  |
|  |                        | Jang Su-jeong          | 3            | 6           | 4           |  |  |               |                        |                        |               |               |            |     | WC           | Ashleigh Barty | Ashleigh Barty | Ashleigh Barty |              |  |
|  | Ekaterina Aleksandrova | Ekaterina Aleksandrova | 6            | 3           | 6           |  |  |               |                        | 6                      | Risa Ozaki    | Risa Ozaki    | Risa Ozaki | w/o |              |                |                |                |              |  |
|  | Dalila Jakupovič       | Dalila Jakupovič       | 4            | 6           | 4           |  |  |               | Ekaterina Aleksandrova | Ekaterina Aleksandrova | 0             | 2             |            |     |              |                |                |                |              |  |
|  | WC                     | Tammi Patterson        | 6            | 68          | 1           |  |  | 6             | Risa Ozaki             | Risa Ozaki             | 6             | 6             |            |     |              |                |                |                |              |  |
|  | 6                      | Risa Ozaki             | 3            | 7           | 6           |  |  |               |                        |                        |               |               |            |     |              |                |                |                |              |  |